# Russische militaire begraafplaats in Teterow
De Russische militaire begraafplaats in Teterow is een militaire begraafplaats in Mecklenburg-Voor-Pommeren, Duitsland. Op de begraafplaats liggen voornamelijk omgekomen Russische militairenuit de Tweede Wereldoorlog.

## Begraafplaats
Op de begraafplaats rusten 71 Russische militairen en 17 krijgsgevangenen Daarnaast ligt er nog een onbekende dwangarbeider begraven.